# KM Malta Airlines
KM Malta Airlines ist die neue nationale Fluggesellschaft Maltas, die am 31. März 2024 an ihrem Drehkreuz am Flughafen Malta den Betrieb aufnahm. Sie hat die nationale Fluggesellschaft Air Malta ersetzt. Die Fluggesellschaft kündigte an, Ziele in ganz Europa anfliegen zu wollen.

## Geschichte

### Untergang von Air Malta
Air Malta hatte seit ihrer Gründung im Jahr 1973 mit finanziellen Schwierigkeiten zu kämpfen, da im Laufe der Jahre politische Einmischungen stattfanden, die letztendlich zu ihrem Untergang führten. Berichten zufolge musste Air Malta einen Verlust von 30 Millionen Euro hinnehmen, ein Jahr nachdem sie zum ersten Mal seit 18 Jahren einen Gewinn verbucht hatte. Air Malta stand vor Unsicherheit und plante, einen großen Teil ihrer Belegschaft zu entlassen.
Im August 2022 kündigte die maltesische Regierung an, Air Malta aufzulösen, sollte die Europäische Union der Fluggesellschaft weitere finanzielle Staatshilfen verweigern. Anschließend würde das Unternehmen seine Vermögenswerte auf einen nachfolgenden Träger übertragen. Kurz darauf wurde die Entscheidung über die Zukunft der Fluggesellschaft auf Ende 2022 verschoben. Allerdings kam es bis Oktober 2022 zu erheblichen Kürzungen des Streckennetzes und der Frequenzen, einschließlich der Streichung mehrerer Ziele.
Am 18. April 2023 gab der Vorsitzende David Curmi bekannt, dass die Europäische Union es abgelehnt habe, der maltesischen Regierung eine staatliche Beihilfe in Höhe von 290 Millionen Euro für die Fluggesellschaft zu gestatten. Am 2. Oktober 2023 kündigte die Regierung Pläne an, Air Malta am 30. März 2024 zu schließen und am nächsten Tag durch diese Fluggesellschaft zu ersetzen.

### Geschäftsplan
Während der Pressekonferenz am 3. Oktober 2023 sagte Premierminister Robert Abela, dass die neu rekapitalisierte Fluggesellschaft die derzeitige Flotte von acht Airbus A320-Flugzeugen von Air Malta behalten werde, obwohl die Europäische Union ursprünglich eine Reduzierung wünschte. Sie wird 17 Ziele anfliegen und Strecken, die unrentabel waren, einstellen. Air Malta flog im Jahr 2019 37 Ziele an.
Es wurde außerdem angekündigt, dass die neue Fluggesellschaft rund 390 Mitarbeiter beschäftigen und die Vorruhestandsregelungen von Air Malta innerhalb der nächsten vier Jahre endgültig auslaufen lassen wird. Rückerstattungen werden ab dem 1. November 2023 für diejenigen angeboten, die Air Malta-Flüge nach dem 30. März gebucht haben. Buchungen für Flüge mit der neuen Fluggesellschaft nach dem 31. März wurden am 1. Dezember 2023 in den Verkauf aufgenommen. Wer Flugmeilen gesammelt hat, wird diese ab sofort ausbezahlt bekommen ab Februar 2024.
Die neue Fluggesellschaft konnte nach einem Wettbewerbsverfahren zunächst die Air Malta-Marke mieten, die der Regierungsfirma IP Holdings gehört. Ihre Flugzeuge könnten daher weiterhin unter der Marke Air Malta fliegen und die Flugzeuglackierung das Malteserkreuz tragen. Minister Clyde Caruana kündigte an, dass die Regierung, sobald die neue Fluggesellschaft finanziell stabil ist und Gewinne erwirtschaftet, mit der Prüfung einer teilweisen Privatisierung der Fluggesellschaft beginnen wird, wobei die Regierung Maltas der Mehrheitsaktionär sein wird.

## Ziele
| Land                   | Stadt      | Flughafen                         | Notizen                       |
| ---------------------- | ---------- | --------------------------------- | ----------------------------- |
| Österreich             | Wien       | Flughafen Wien-Schwechat          |                               |
| Belgien                | Brüssel    | Flughafen Brüssel-Zaventem        |                               |
| Tschechien             | Prag       | Václav-Havel-Flughafen Prag       |                               |
| Frankreich             | Lyon       | Flughafen Lyon Saint-Exupéry      |                               |
| Frankreich             | Paris      | Flughafen Paris-Charles-de-Gaulle |                               |
| Frankreich             | Paris      | Flughafen Paris-Orly              |                               |
| Deutschland            | Berlin     | Flughafen Berlin Brandenburg      |                               |
| Deutschland            | Düsseldorf | Flughafen Düsseldorf              |                               |
| Deutschland            | München    | Flughafen München                 |                               |
| Italien                | Catania    | Flughafen Catania                 |                               |
| Italien                | Mailand    | Flughafen Mailand-Linate          |                               |
| Italien                | Rom        | Flughafen Rom-Fiumicino           |                               |
| Malta                  | Malta      | Flughafen Malta                   | Drehkreuz und Heimatflughafen |
| Niederlande            | Amsterdam  | Flughafen Amsterdam Schiphol      |                               |
| Spanien                | Madrid     | Flughafen Madrid-Barajas          |                               |
| Schweiz                | Zürich     | Flughafen Zürich                  |                               |
| Vereinigtes Königreich | London     | Flughafen Gatwick                 |                               |
| Vereinigtes Königreich | London     | Flughafen London Heathrow         |                               |

## Flotte

### Aktuelle Flotte
Mit Stand April 2025 besteht die Flotte der KM Malta Airlines aus acht Flugzeugen mit einem Durchschnittsalter von 3,5 Jahren:
| Flugzeugtyp    | Anzahl | bestellt | Anmerkungen | Sitzplätze | Durchschnittsalter |
| -------------- | ------ | -------- | ----------- | ---------- | ------------------ |
| Airbus A320neo | 8      |          |             | 180        | 3,5 Jahre          |
| Gesamt         | 8      | -        |             |            | 3,5 Jahre          |

### Ehemalige Flugzeugtypen
- Airbus A320-200